# Cracker
Cracker („black hat hacker“) zneužívá programátorských chyb a zranitelnosti softwaru nebo hardwaru a s použitím vlastních znalostí a dovedností z oblasti informačních technologií je schopen získat nelegální informace. Poškozuje počítače a počítačové sítě pro vlastní zviditelnění a především pro zisk. Toto označení se objevilo v souvislosti s pojmem crack (představuje porušení ochrany a integrity dat, proniká do počítačových systémů a počítačových sítí). Definice pojmu cracker je nejednoznačná, mediální a politická veřejnost používá pojem hacker místo cracker. Hacker (white hat) využívá své znalosti ve prospěch uživatelů počítačových systémů (tj. odstraňuje programátorské chyby, diagnostikuje vadný hardware, programuje algoritmy). Cracker většinou pracuje ve skupině. Znalosti počítačových systémů a programování jednotlivců nejsou na tak vysoké úrovni jako u hackerů. K průniku do IT systémů používá již známé a zveřejněné „díry“ a chyby, které nebyly ještě odstraněny tvůrci systému. Své úspěchy crakerské skupiny dokumentují a publikují na Internetu.

## Historie a současnost
Na přelomu 20. století začaly narůstat nelegální aktivity souvisejících s rozvojem oblasti IT. Vznik anonymních FTP serverů a rozvoj internetu přispěl ke zvyšování počítačové kriminality. Z počítačového nadšence předcházející éry se zrodil profesionál, jehož cílem se stalo osobní obohacení.

### Příklady
V roce 1996 Američan Timothy Lloyd způsobil společnosti Omega Engineering škodu přibližně 10 milionů dolarů. Smazal důležitý software firmy a tak se stal jedním z nejznámějších zaměstnanců, kteří napadli vlastní společnost. Virus Melissa v roce 1999, vytvořený Davidem Smithem nakazil a zlikvidoval přes 300 počítačových firemních sítí. Největší útok na bankovní data proběhl v roce 2005, ve společnosti MasterCard bylo v ohrožení skoro 40 milionů kreditních karet. Je možno připomenout pirátské kopírování českých filmů na internet, bankovní podvody, apod. Jako příklad phishingových útoků lze uvést případ Citibank v Česku roku 2006.

### 21. století
Na počátku 21. století se informační technologie již využívají ve většině oblastí společenského i soukromého života (veřejná správa, průmysl, zdravotnictví, vzdělání atd.). IT jsou velkým přínosem pro lidskou společnost, ale také nebezpečnou zbraní v případě zneužití. S šířením IT do celého světa vzniká digitální propast (rozvojové země se stávají výhodnou základnou i přestupní stanicí kybernetických útoků). Rada Evropy zavedla pojem „computer related crime“ – je definován jako nelegální a nemorální jednání, které obsahuje využití a změnu dat, získaných prostřednictvím IT.
Národní bezpečnostní agentura má divizi zvanou Tailored Access Operations (TAO), která provádí hackerské útoky. Útokům čelila v roce 2011 například společnost SONY, která doplatila na nedostatky ve svém internetovém zabezpečení a podařilo se prolomit zabezpečení konzole PlayStation 3 (jako odpověď na zákaz používání alternativního operačního systému na konzoli). Skupina s názvem „Equation Group“ stojí za nejméně 500 infikovanými počítači ve finančním, energetickém, vládním i vojenském sektoru ve 42 zemích.
V roce 2016 se podařilo prolomit, v té době, snad nejlepší ochranu počítačových her před nelegálním kopírováním, autorem byl cracker vystupující pod přezdívkou Voksi_Bulgarian. Zveřejnil, že kolem 600 tisíc lidí si za 3dny zahrálo „cracknuté“ hry (např. aktuální DOOM nebo Just Cause 3). Obnovenou ochranu proti kopírování opět zrušila italská skupina CPY (CONSPIR4CY). Publikovala funkční warezovou verzi Rise of the Tomb Raider.
Server WikiLeaks začal dne 7. března 2017 zveřejňovat tajné dokumenty CIA v rámci série publikací s názvem „Vault 7“, obsahující kompletní návody a možnosti CIA, jak sledovat aktivity lidí po celém světě a nabourat se do jejich elektronických zařízení.
V roce 2021 byla dopadena skupina hackerů z Ukrajiny, kteří stáli za útoky na české nemocnice a na OKD.
DDoS útok si lze objednat v ceně od několika tisíc korun (placeno v bitcoin).

## Typy crackování
Techniky crackerů mají různé varianty, metody se používají kombinovaně.
- Skenování portů je technika rozšířená mezi crackery – začátečníky. Zjistí, které porty jsou v daném osobním počítači přístupné a na jakých číslech portů pracuje konkrétní služba.
- Síťové analyzátory paketů (sniffery) – monitorují, zaznamenávají a analyzovat komunikaci v počítačové síti.[11]
- Phishing je příkladem techniky sociálního inženýrství používané k oklamání uživatelů. Princip spočívá v oklamání uživatele či systému k získání přístupu resp. uživatelských údajů.
- Malware – programy, vytvořené pro poškozování elektronických dat (např.počítačový virus, počítačový červ, trojský kůň, crimeware, spyware, ransomware, adware).
- Steganografie – ukrývání informací do obrazových aj. dat a zakrytí zákeřné aktivity v infikovaných počítačích.[12]
- Keylogger – snímá stisknuté klávesy uživatele a zaznamenává je do textových souborů a následně mohou být odeslány např. na e-mail útočníka v určitém časovém intervalu.

## Příklady útoků a obrana
- Vyděračský útok ransomware – je zablokován počítač, zpráva na monitoru informuje o tom, že jsou zašifrována všechna data a je vyžadováno výkupné. Počet těchto útoků narůstá. Jsou cíleny na podniky, nemocnice, policii nebo města. Výkupné zaplatí asi 50 % organizací, dalších 40 % je proti útokům pojištěno. Tyto útoky lze porazit. Obranou je kvalitní a především aktuální záloha dat daných systémů a následně 100% obnova, pomoci může i antivirový program.
- Zobrazení falešné antivirové zprávy – na monitoru počítače nebo v mobilním telefonu se objeví varování, že Vaše zařízení je infikováno. Záchranou je opět aktuální a kvalitní záloha dat. Je třeba restartovat počítač a nebo vypnout a zformátovat, následně obnovit aktuální zálohou dat.
- Ve webovém prohlížeči počítače se objeví nové panely nástrojů – obrana: prohlížeče umožňují odebrání panelu nástrojů resp. resetování prohlížeče do původního nastavení.[13]

## Crackerské skupiny
Crackerské skupiny začaly vznikat na počátku 80. let spolu s rozšířením domácích počítačů. Členové bývají ve skupině hierarchicky rozděleni a věnují se konkrétní činnosti (např. webmaster, kurýr, tester...). Skupiny se tematicky specializují na herní oblasti, weby a na aplikace. Své úspěchy dokumentují a publikují je na Internetu. „Cracknuté“ programy nelegální cestou dále šíří (warez). V Česku na přelomu tisíciletí patřila mezi známé, slovenská skupina Binary Division.
Existují různé crackerské podskupiny. Patří mezi ně skupiny warez d00dz (dud – falešný). Překonávají ochranu proti kopírování, upravují komerční programy, řeší ochranné kódy a distribuují nelegální software. Používají i vlastní jazyk, resp. slang.
Skupiny phreaks (ph=phone, freaks=podivíni) a phrackers (ph=phone a crackers), jak napovídají názvy, jejich činností je pronikání do telekomunikačních systémů a krádeže telefonních informací.
Pro státy se Internet stal součástí prostoru pro boj s konkurencí. Některé crackerské skupiny jsou již na vysoké odborné úrovni a státy je neváhají využít pro vzájemné kybernetické útoky.